# Iglesia de Santo Domingo (Orense)
La Iglesia parroquial de Santa Eufemia La Real del Norte, también llamada de Santo Domingo, se encuentra ubicada en la calle Santo Domingo número 23 de Orense, Galicia, España. 

## Historia
Los dominicos. El convento dominicano de Nuestra Señora del Rosario de Orense, nace por voluntad del indiano celanovés Domingo de Araujo que en su testamento otorgado en la villa del Potosí el 28 de julio de 1607, destina parte de sus bienes a fundar en su tierra un convento de la Orden de Predicadores, instado a  ello por su testamentario, el orensano Don Pedro de Andrade y Soutomayor. A pesar de los entusiasmos y deligencias de este, fueron muchas las dificultades que surgieron para cobrar el dinero, ya mermado e insuficiente, destinado a la erección del convento y será por la perseverancia de Fray Pedro de Vivero, alma de la fundación y primer superior de la casa, como se consigue que en 1643 el re apruebe el establecimiento del convento y eficazmente en 1645 se establezcan los frailes en Ouense que hasta el momento solo contaba con un convento de Franciscanos, que también dificultaron la nueva fundación. Sin la ayuda de otros benefactores, como el madrileño Juan de Urrea que en 1649 donó al convento un juro de 16.702 mrs o Don Vicente Gonzaga que por las mismas fechas dio 30.000 rls no se hubiera podido llevar a buen término la empresa constructiva que felizmente enriqueció a Orense de un nuevo templo y de un convento que, tano religiosa como culturalmente, ha sido de notable importancia. Poseía una importante biblioteca con los libros del obispo Don Diego de Zúñiga y Sotomayor y hasta la erección del Seminario, allí existió una cátedra de moral y muy tardíamente otra de filosofía. 
También la iglesia, como veremos, fue apetecido lugar de sepultura para diversos personajes y en ella se fundaron misas y aniversarios que con sus rentas ayudaban al mantenimiento. de la casa
La comunidad dominicana, nunca numerosa, se mantuvo con vida próspera, como demuestran las obras que se llevan a cabo y los cultos que en su iglesia se celebran con atractivo popular hasta la desamortización. Saqueado durante la francesada, ya que sirvió de cuartel a las tropas francesas, inglesas y españolas que por Orense pasaron, se repuso, para en 1820 durante el trienio constitucional ser suprimido, habilitando el edificio para usos civiles. Restablecida la comunidad e 1824 el Prior Fray Telmo Vázquez pudo con limosnas reparar el convento, pero poco después en 1835 suprimida definitivamente la comunidad, pasó el edificio conventual en 1847 a depender de la Diputación provincial. En 1855 estaba ocupado por el "Hospicio de Isabel II". En 1882 se instaló en él la Audiencia provincial y al tiempo la Escuela Normal de Maestras con la Escuela práctica de niñas. El claustro se usaba como espacio para espectáculos públicos. Finalmente ya en el siglo XX, el edificio fue derribado y en su solar se levantó la Delegación Provincial de Hacienda.
La parroquia de Santa Eufemia, cuya titular es la supuesta mártir orensana de época romana cuyas reliquias se veneran en la Catedral de Orense, figura en la Edad Media como una de las dos parroquias de la ciudad, radicando en uno de los ábsides catedralicios y desaparecido este, por las obras del deambulatorio en la capilla de San Juan. Tuvo dos párrocos "in solidum" que atendían la cura de almas ocupándose uno de los números pares y otro de los impares de las calles de Orense situadas entre la plaza mayor y la parte norte de la ciudad, extendiéndose hasta las aldeas cercanas al río Miño. El motivo es que el párroco era el propio Cabildo y los dos responsables curados sirven la cura de almas en nombre del mismo. Nos obstante esta dualidad de responsables dará lugar con el tiempo a dos parroquias distintas con la misma titular. La desamortización de Mendizábal al dejar libre el templo dominicano confiado a la mitra, invitó a desdobar la parroquia de Santa Eufemia, trasladnadose uno de los párrocos al templo conventual y procediendose a una nueva distribución del territorio. Por ello ambas parroquias aun siendo ya distintas, siguieron teniendo la misma titular con el dictado de Real, por concesión de Carlos III denominandose una del Centro y otra del Norte, si bien popularmente a esta se le llamó y llama de Santo Domingo.
Párrocos de Santa Eufemia-Santo Domingo han sido Santos Majada (1816-1825) autor de la célebre novena en honor de Nuestra Señora de los Remedios, José Ávila y Lamas (1830-1832) posteriormente obispo de Plasencia y Orense, Fernando Quiroga Palacios (1935-1942) a quien la parroquia dedicó una memoria al cumplirse el centenario de su nacimiento, colocada en la facha de la iglesia y Emilio Lorenzo Iglesias (1962-2000) al cual se le debe tanto la restauración de las obras antiguas como la incorporación de otras muchas nuevas. La larga lista de párrocos se cierra con el actual Don José Iglesias Iglesias que mantiene vivo el interés por su iglesia y feligresía.

## Construcción
Fue iniciada su construcción en 1645 e inaugurada solemnemente el 14 de febrero de 1666 por el Obispo Don Francisco Castañón. Debido al crecimiento de la ciudad, hoy se encuentra encajonada entre edificios modernos. Se abre a la calle Santo Domingo, a la que da su nombre, una de las arterias más vivas de la ciudad.

## Fachada Exterior
La fachada de la iglesia se encuentra retrasada en relación con la calle y en un plano inferior a esta, por lo que se salva el desnivel mediante una escalera de granito. Esta disposición y la sencillez de la fachada hacen pensar en una solución impuesta quizá por razones económicas o por las técnicas de esta diferencia de planos y que se pensara en un principio en alargarla hasta la calle, con una fachada más rica y en consonancia con la categoría arquitectónica del edificio. La escalinata habría sido interior como suceden en otros templos como los de Santo Domingo de Ribadavia o la Colegiata de Xunqueira de Ambia.  Es de estilo barroco clasicista y las campanas proceden del Monasterio de Montederramo que se colocaron en 1844. 

## Interior

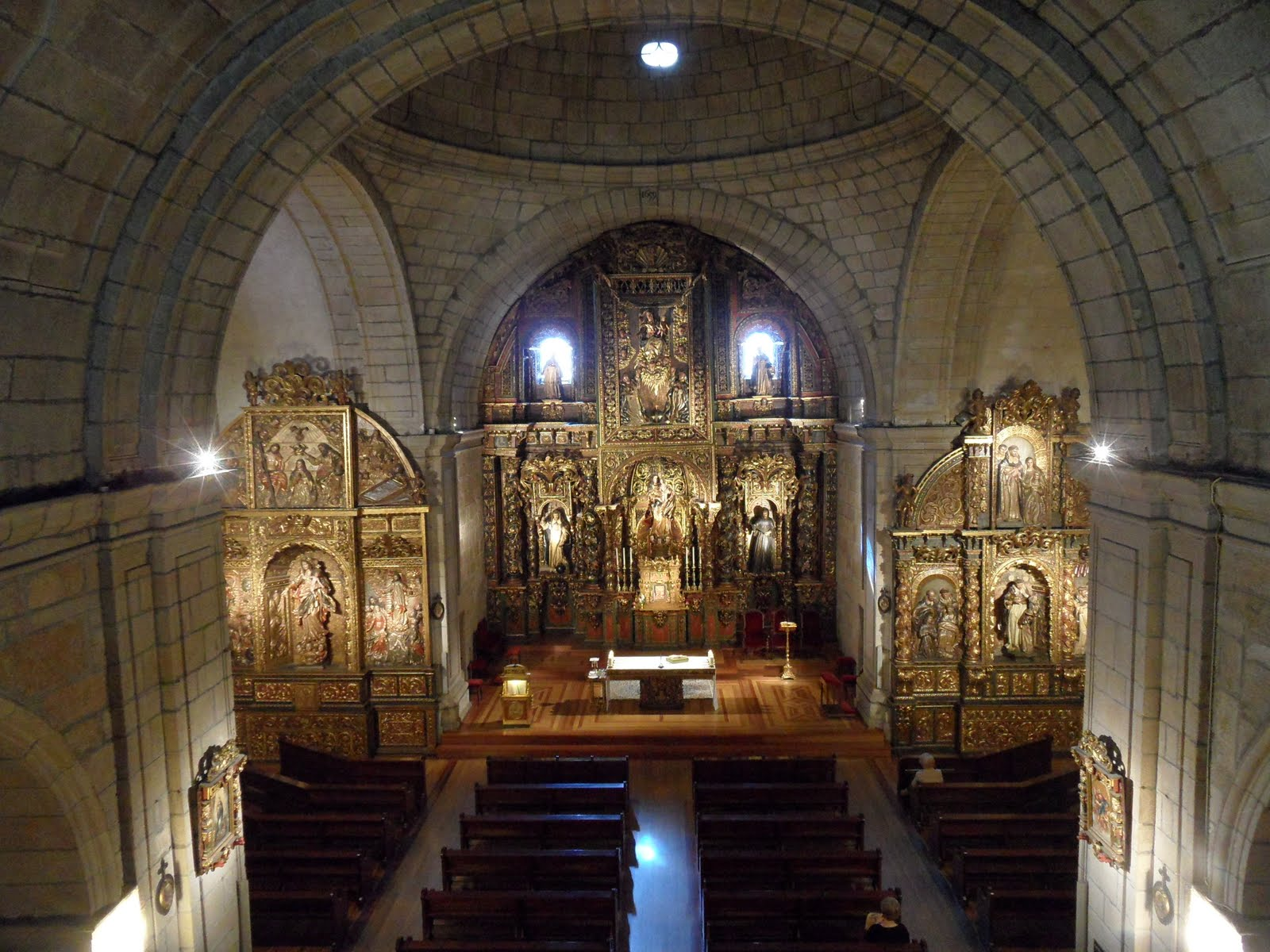
Interior

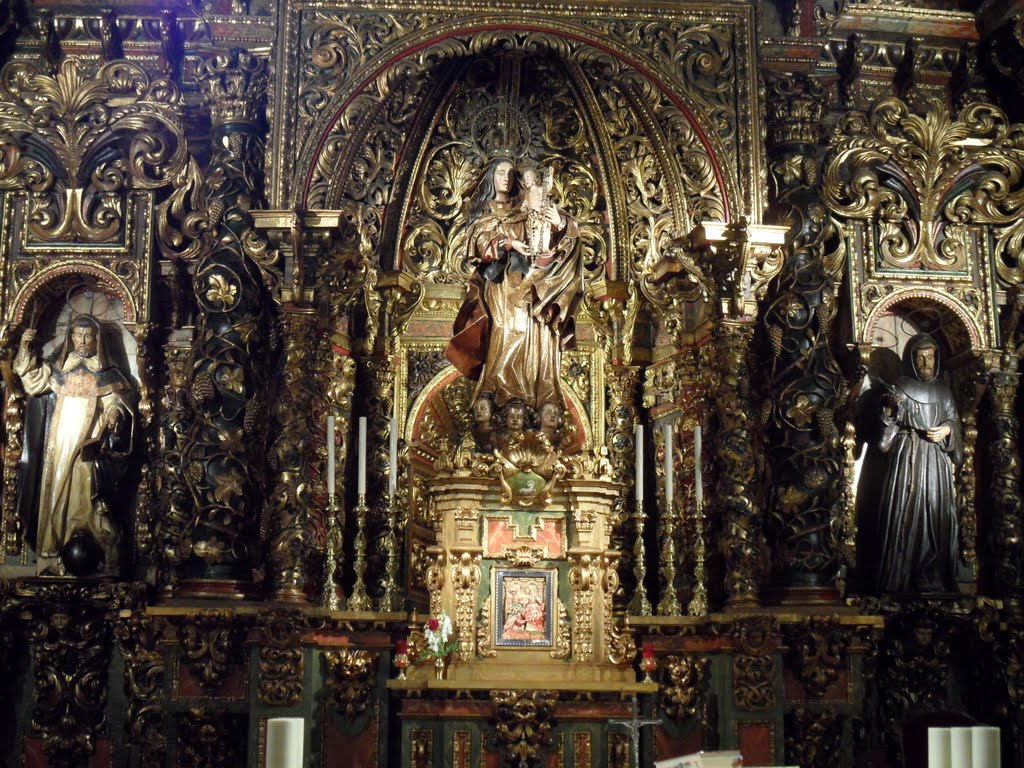
Retablo mayor

El interior es una pequeña sorpresa tanto por la armonía y equilibrio de su arquitectura como por la riqueza notable de su patrimonio. 
La planta es de cruz latina y mide 34 metros de largo por 19 de ancho en el crucero y 9,50 en la nave, con 11 metros de altura y cúpula sobre el crucero. La cabecera es cuadrada, cubierta con bóveda de cañón y abriéndose a los lados la sacristía y una capilla dedicada a conservar diversas obras de culto. Entre las pilastras de la nave se abren cuatro capillas. Sobre el último tramo de la nave, apoyado en un arco que fragmenta la nave, está el que debió de ser el coro conventual y hoy contiene el órgano de la iglesia.

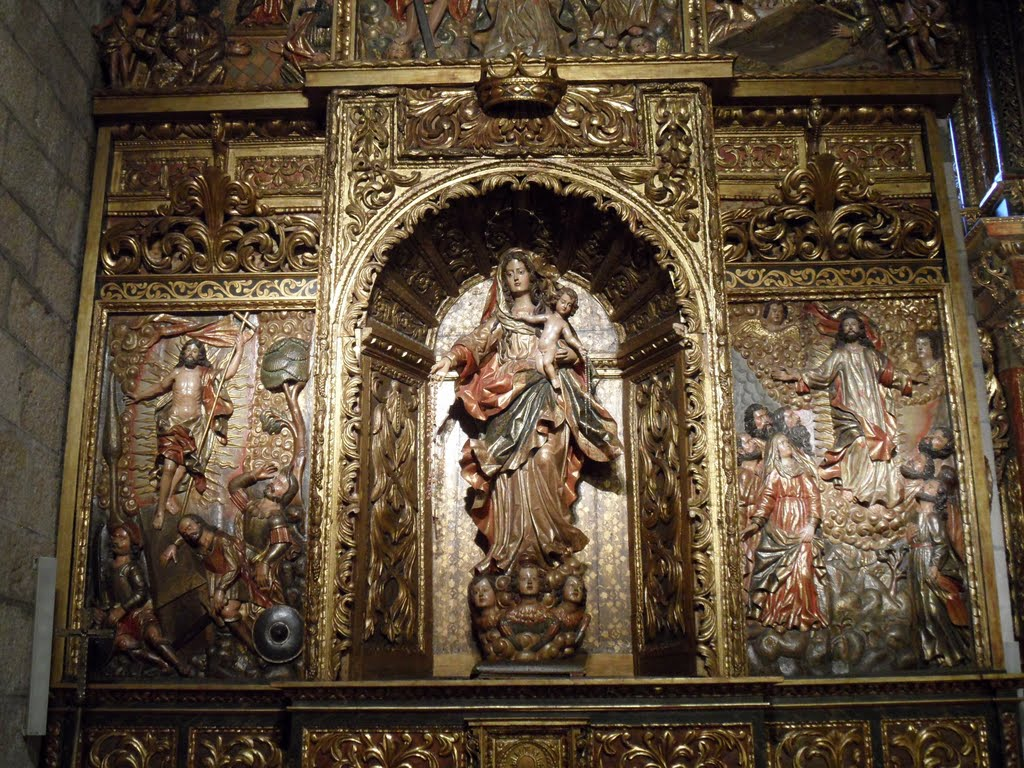
Retablo de la Virgen del Rosario

El retablo mayor data de 1710 y predominan las imágenes de Nuestra Señora del Rsario, Santo Domingo y San Francisco de Asís. E Sagrario con el Nacimiento de Jesús y el ambón neobarroco son de finales del siglo XX.
Altísima importancia alcanzó a finales del siglo XVII la devoción por la Virgen del Rosario y la cofradía del Rosario, que aún pervive, encargó el retablo del Rosario que se encuentra en el crucero izquierdo de la Iglesia, con una preciosa imagen de la Virgen titular. El retablo data de 1708 y por él se pagaron 4500 reales. Inicialmente estuvo en la capilla a la entrada del templo (hoy la del Santo Cristo) pero fue trasladada al lugar que hoy ocupa en 1965.

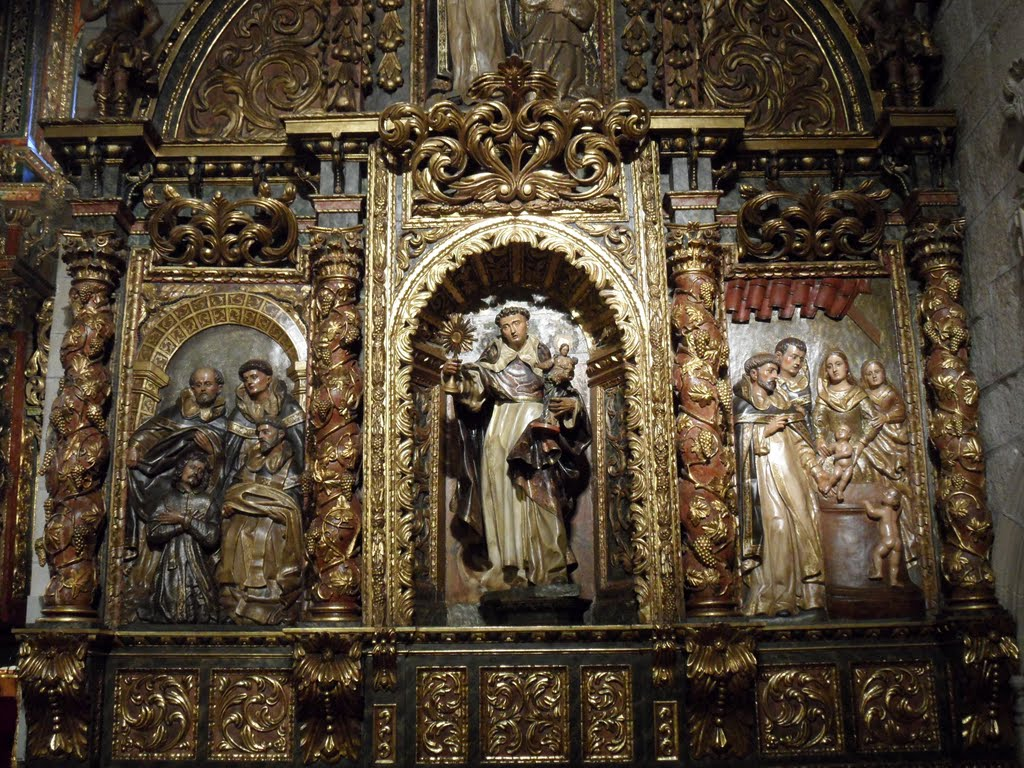
Retablo de San Jacinto

En el crucero derecho se encuentra el retablo de San Jacinto, santo dominico polaco del siglo XIII. Debe datarse hacia 1705 y estuvo colocado en la primera capilla a la derecha de la entrada y aquí se trasladó en 1965. Los tres relieves relatan asuntos de su vida y milagros

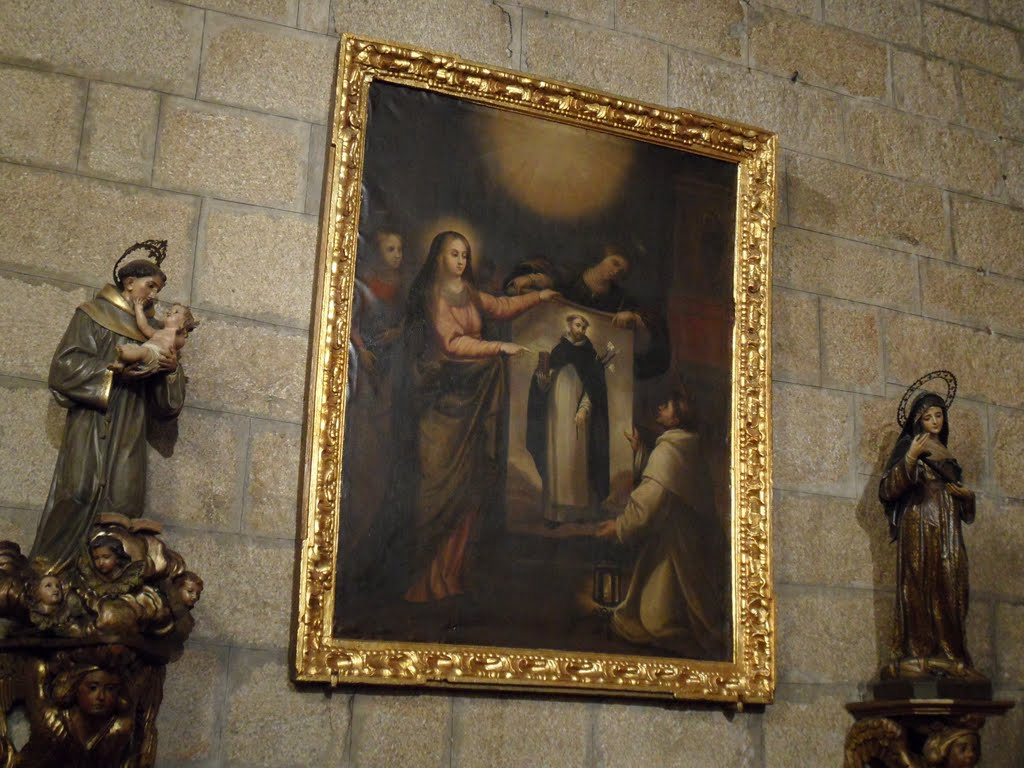
Aparición de Santo Domingo en Soriano Cálabro

En el crucero izquierdo se encuentra un gran lienzo representando la Aparición de Santo Domingo en Soriano Cálabro (Italia). El lienzo, del entorno o original de Vicente Carducho (atribución a partir de la total semejanza con el grabado de Villafranca en la BNM INVENT/36229, sobre un original que se supone perdido de Carducho),refleja un acontecimiento o leyenda según la cual el 15 de septiembre de 1530 la Virgen se apareció a Fray Lorenzo da Grotteria y le entregó una tela con la representación de Santo Domingo. A ambos lados están las imágenes de San Antonio de Padua y Santa Rita de Casia.

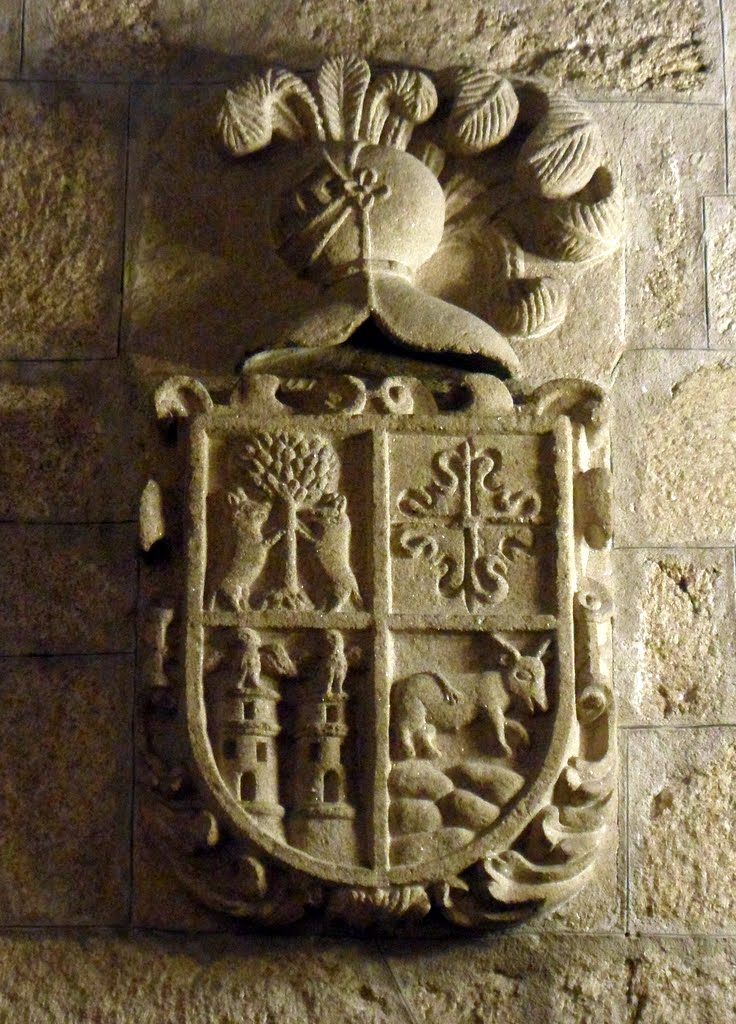
Escudo de armas del Licenciado Juan Fernández de Mena

De nuevo en el crucero derecho existe un escudo de armas del Licenciado Juan Fernández de Mena, abad de Santiago de Trasariz y de Freás de Eiras. Debajo está su enterramiento, donde indica la fecha de1661

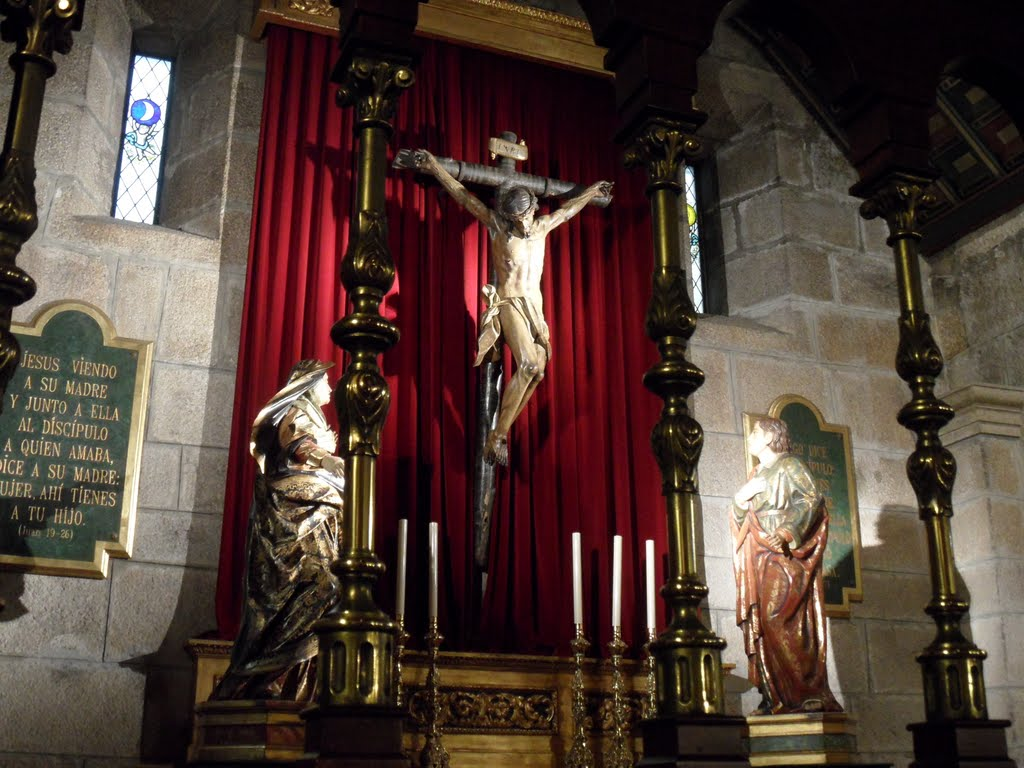
Capilla de Santo Cristo

La capilla de Santo Cristo se encuentra en la entrada a mano izquierda. La talla de Cristo crucificado ya muerto, es una obra barroca de autor anónimo del siglo XVIII, de gran calidad, anatómicamente muy logrado, notandose las venas y los músculos. Las tallas de la Dolorosa y de San Juan que completan el conjunto son muy posteriores.
A continuación, por el lado izquierdo, se encuentra la capilla y retablo de la Virgen del Perpetuo Socorro. El retablo es del siglo XVIII y el lienzo de 1998 y es una réplica al óleo del famoso icono de la iglesia romana de San Alfonso.

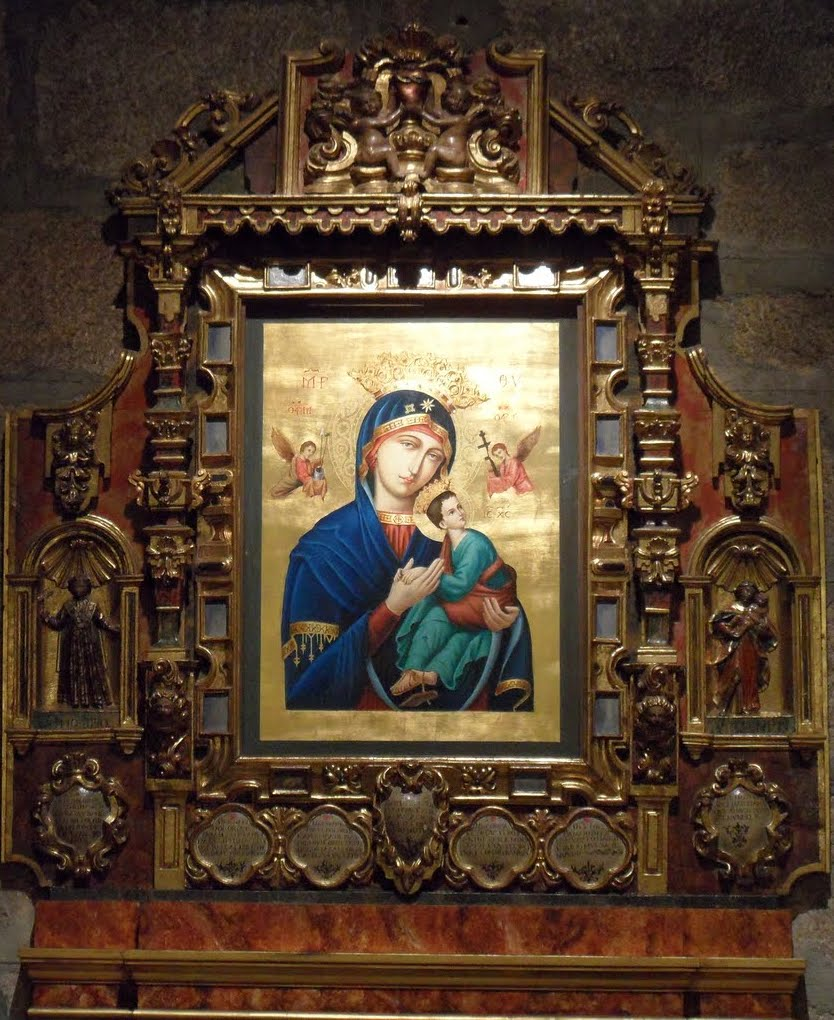
Retablo de la Virgen del Perpetuo Socorro

Alrededor del lienzo hay siete carteles de formas ovaladas en los que se leen textos alusivos a los Siete Dolores de María.

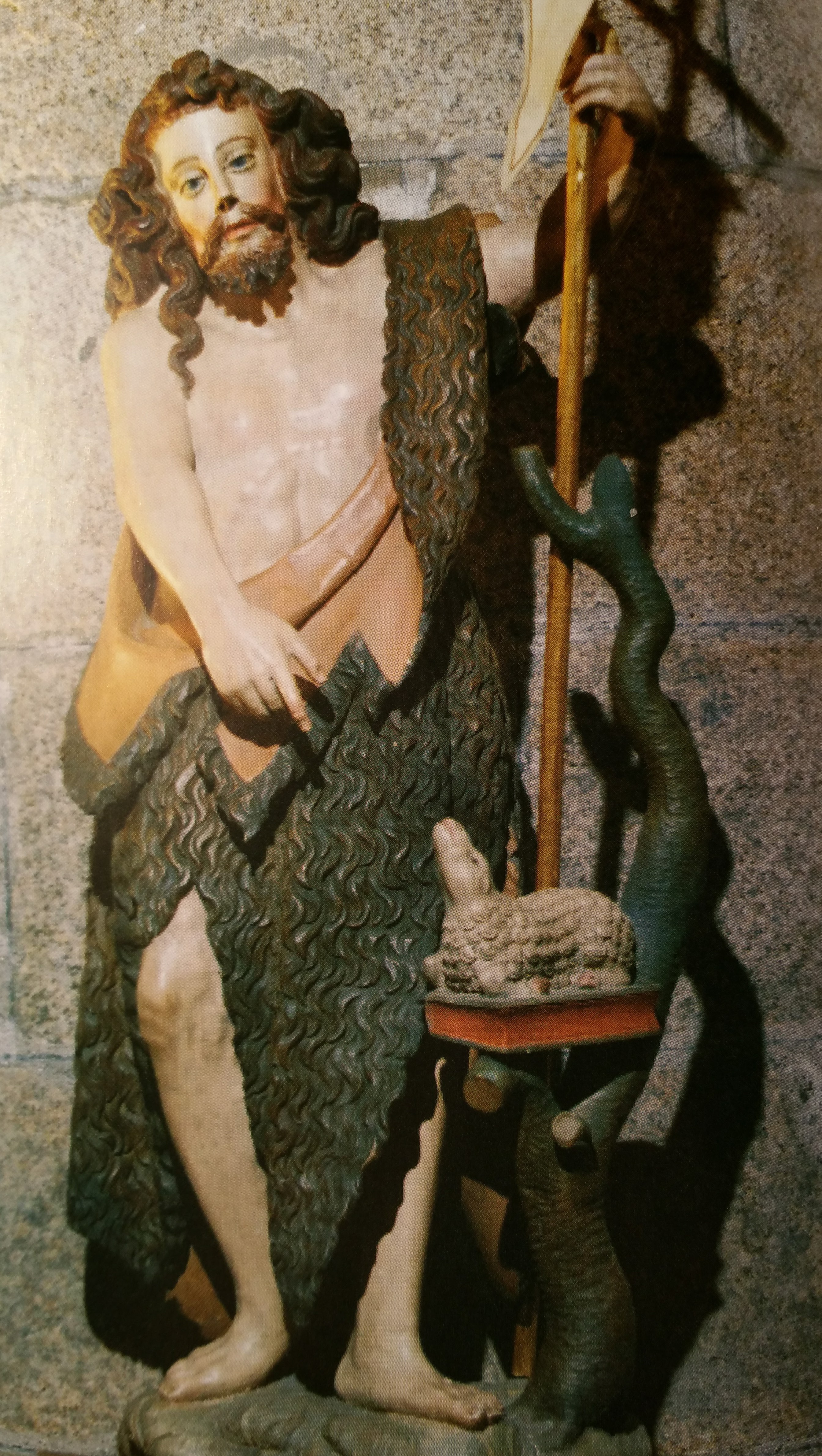
San Juan Bautista

La sacristía, que está a la derecha del altar mayor conserva diversas imágenes valiosas que proceden de retablos o capillas del templo. El arco de medio punto, según comenta D. José, quizás en otro tiempo daba acceso a las caballerizas del convento.
La capilla Bautismal y Penitencial se encuentra a los pies del templo a la derecha de la entrada, fue capilla de San Jacento y de San Vicente Ferrer. Sobre una peana stá la imagen de San Juan Bautista, hermosa talla del escultor Pedro Taboada y Camba realizada en 1668. Es una figura de notable calidad, señalando el Bautista el Cordero de Dios.
En el coro existe un órgano que data de 1936. 

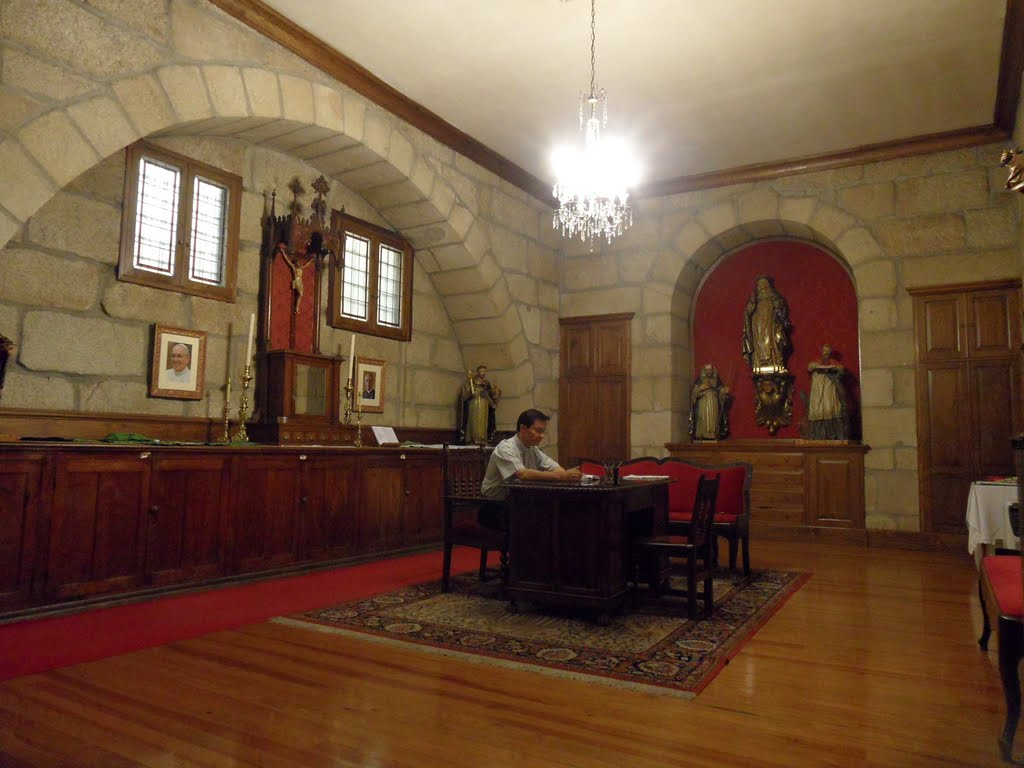
Sacristia

Además del edificio anejo a la parroquia dedicado a salones parroquiales, despachos y otras dependencias, existen unos salones dedicados a todo tipo de actividades parroquiales en la calle Cardenal Quiroga n.º 23 en lo que fue antiguamente el cine Mari. 

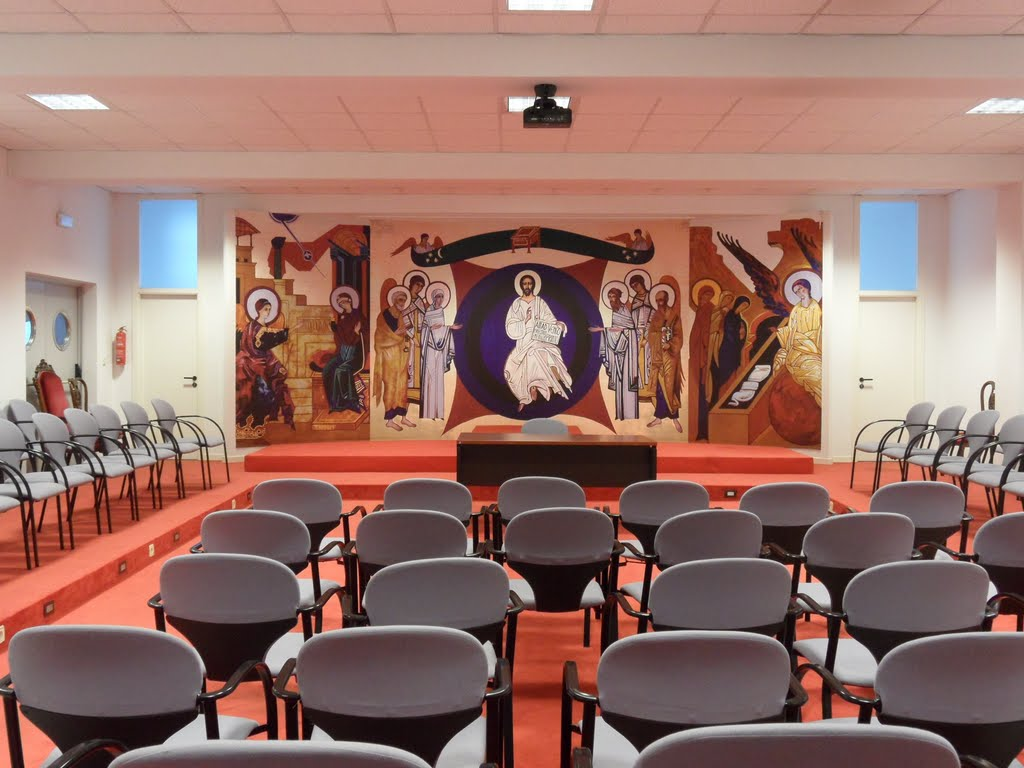
Salones parroquiales

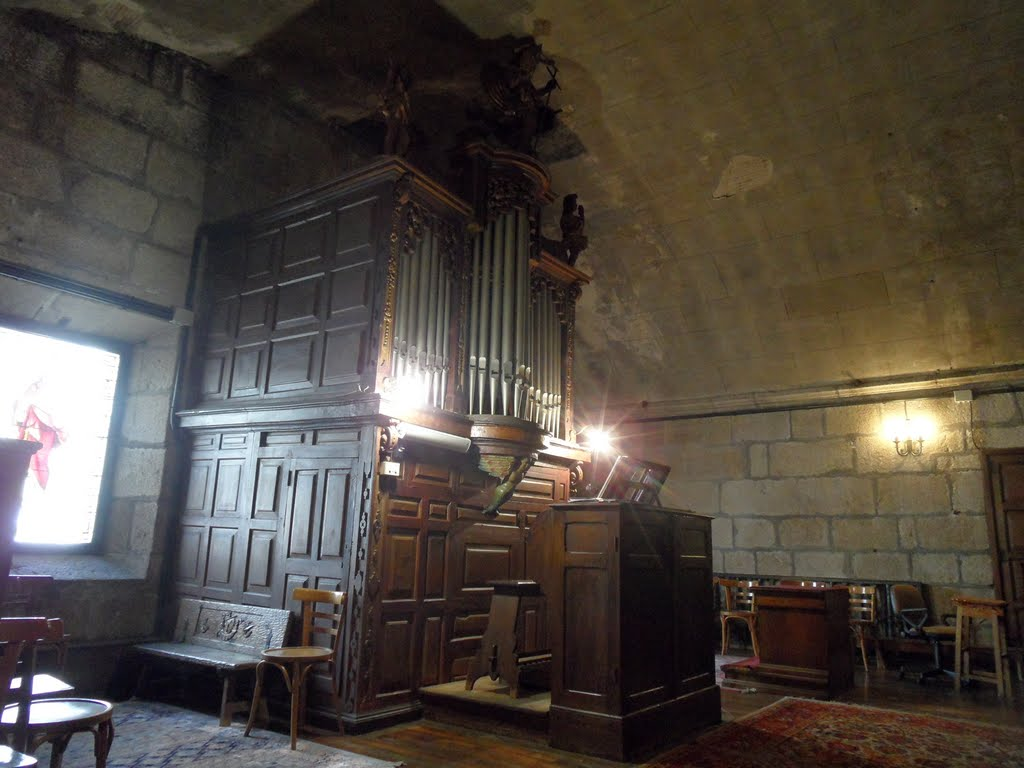
Órgano en el coro

## Enlaces
- Página web del coro parroquial: https://sites.google.com/site/cancionessantodomingo/ (enlace roto disponible en Internet Archive; véase el historial, la primera versión y la última).

La madre del General Argentino Don José de San Martín (Gregoria Matorras) fue sepultada en ese convento el 29 de marzo de 1813. Referencia: El Santo de la Espada - Vida de San Martín por Ricardo Rojas - Editorial Losada - Buenos Aires - 1933
- Datos: Q47499583
- Multimedia: Church of Santo Domingo, Ourense / Q47499583